# Mar de Núrnen
En el Universo Ficcional de Tolkien el mar de Núrnen es un enorme y ancho mar interior, ubicado en el territorio de Mordor en la región de Nurn, más precisamente en el sudeste. Recibe muchos ríos como afluentes, provenientes de las Ephel Dúath y de las Ered Lithui, pero en los mapas publicados de la región, ninguno tiene nombre. Se piensa que el mar de Núrnen es un resto del Gran Mar Helcar.

## Etimología del Nombre
Su nombre es traducido por Christopher Tolkien, en los Cuentos inconclusos, como “Agua Triste”; Helios de Rosario Martínez sostiene en cambio que el primer elemento del nombre, “(...)posiblemente esté relacionado con el término _Nurn_, que significa, en Sindarin "llanto", "lamento", una "queja"; pero que también podría tener alguna relación, aunque es menos probable, con _noer_, _-nor_, que significa "triste", "lamentable", de la raíz NAY. El segundo elemento del nombre es _nen_ que significa “agua”, raíz NEN. 
- Datos: Q3846740